# 多韦兰迪亚
多韦兰迪亚是巴西戈亚斯州的一个市镇。总面积3207.543平方公里，总人口7335人，人口密度2.3人/平方公里。